# Oswaldo Chanove
Oswaldo Chanove Zavala (Arequipa, 1953) es un escritor, poeta y novelista peruano.

## Biografía
Nació el 21 de octubre de 1953 en el barrio de El Solar, en el Cercado de Arequipa, Perú.  Es nieto del pianista Juan Francisco Chanove Zegarra e hijo de Alfredo Chanove Borja y Ruth Zavala Alcocer. Sus estudios primarios los realizó en la Escuela Normal de Varones y los secundarios en el Colegio La Salle.
A fines de los años setenta se reunió con Alonso Ruiz Rosas, Misael Ramos y Rosario Núñez para fundar Ómnibus, una pequeña revista que fue el punto de partida de la renovación literaria en la ciudad de Arequipa. En los siguientes años dos escritores limeños, Patricia Alba y Oscar Malca, se sumaron al grupo que conducía la publicación.
En 1983 publica El héroe y su relación con la heroína. En la década del ochenta continuó publicando con regularidad mientras se ganaba la vida ejerciendo el periodismo. En 1989 se integra a las filas del Centro Cultural de la Universidad Nacional de San Agustín y funda la Sala de audiovisuales.
En 1996, luego de renunciar a su trabajo en la universidad, se instala en la ciudad del Cusco para escribir la novela Inka Trail. Pocos meses después de la publicación de esta obra es invitado a la Feria del Libro de Quito, Ecuador. En 1998 abandona el Perú y fija su residencia en los Estados Unidos.
Es Invitado a la Feria del libro de Guadalajara 2005 como parte de la delegación peruana. En 2008 publica Las palabras no pueden expresar lo que yo experimenté entonces. En el 2012 regresa definitivamente a su ciudad natal y se dedica de manera exclusiva a su trabajo literario.
Sus dos últimos poemarios escritos en Perú son considerados por Mario Montalbetti y Teresa Cabrera como un giro en su trabajo poético. En 2022 es invitado por la New York University al ciclo de lecturas de poesía peruana.

### Poesía
- El héroe y su Relación con la Heroína (Libros de Macho Cabrío. Lima 1983).
- Estudio sobre la Acción y la Pasión (Libros de Macho Cabrío. Arequipa 1987);
- El Jinete Pálido (El Santo Oficio. 1994).
- Canción de amor de un capitán de caballería para una prostituta pelirroja (El Santo Oficio. 2002).
- Las palabras no pueden expresar lo que yo experimenté entonces (Álbum del Universo Bakterial. Lima 2008).
- Plexo Solar (Aquelarre Ediciones. Arequipa 2010).
- Lanzo mi mano como una daga contra el horizonte (CCPN Arequipa 2017)
- El Motor de Combustión Interna (Fondo de Cultura Económica. 2018)
- Una Doméstica Impugnación del Infinito (Álbum del Universo Bakterial. Lima 2020)
- Internal Combustion Engine: Bilingual Edition (Edición Kindle. 2023)
- El Héroe y su Relación con la Heroína (Álbum del Universo Bakterial. Lima 2023)
- 4799 pulsaciones por hora ( Álbum del Universo Bakterial. Lima 2024)

### Narrativa
- Inka Trail (El Santo Oficio. Lima 1998)
- Cosas Infames (Estruendomudo. Lima 2009).
- La vida de los vertebrados, (incluida en la obra reunida)
- Obra Reunida (Biblioteca Arequipa. Junio 2012)
- Inka Trail Versión Corregida (Edición Kindle. 2022)

### Publicaciones y Traducciones
- Blanco Móvil 58, Revista de Literatura. México, 1993
- Revista Quehacer 140, Lima, 2003.
- Diario de Poesía 31 Buenos Aires, Argentina,1994.
- Rio Grande Review. University of Texas, El Paso, Estados Unidos.
- Revista Sibila 56, Sevilla, España 2019
- Revista Sibila 61, Sevilla, España, 2020
- Incluido en Aproximaciones, libro de semblanzas de José Luis Sardón. Okura Editores, Lima, 1985.
- Traducido al francés y publicado en revista Poesie Premiere. Paris, Francia, 2001
- Traducido al griego por Stelios Karayanis
- Traducido al inglés por Pedro Brito y Alejandra Almuelle